# Kebayoran Lama
Kebayoran Lama is een onderdistrict (kecamatan) van de stadsgemeente Jakarta Selatan (Zuid-Jakarta) in de provincie Jakarta, Indonesië.

## Verdere onderverdeling
Het onderdistrict Kebayoran Lama is verdeeld in 6 kelurahan:
1. Grogol Utara - postcode 12210
2. Grogol Selatan - postcode 12220
3. Cipulir - postcode 12230
4. Kebayoran Lama Utara - postcode 12240
5. Kebayoran Lama Selatan - postcode 12240

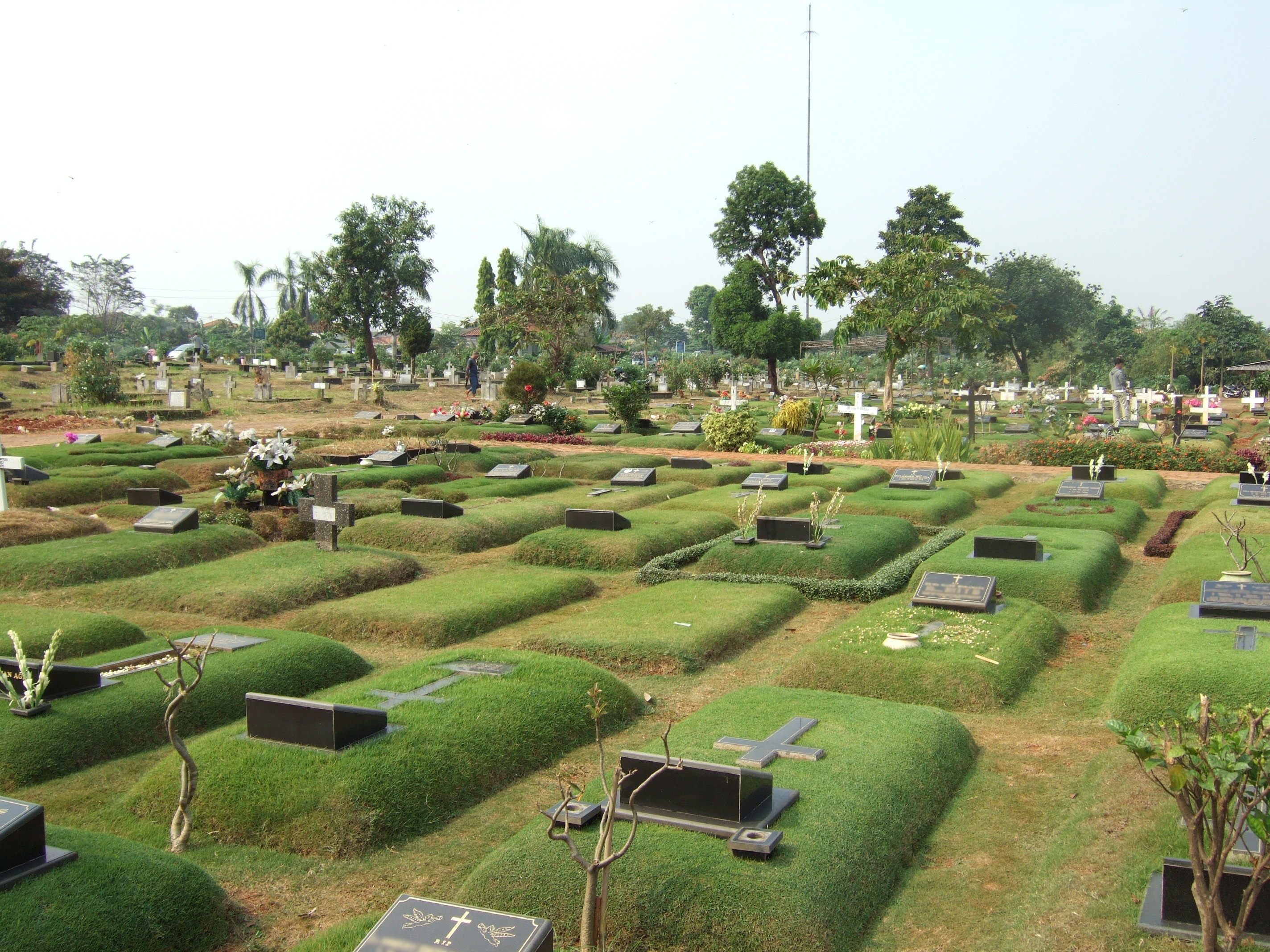
Tanah Kusir Cemetery

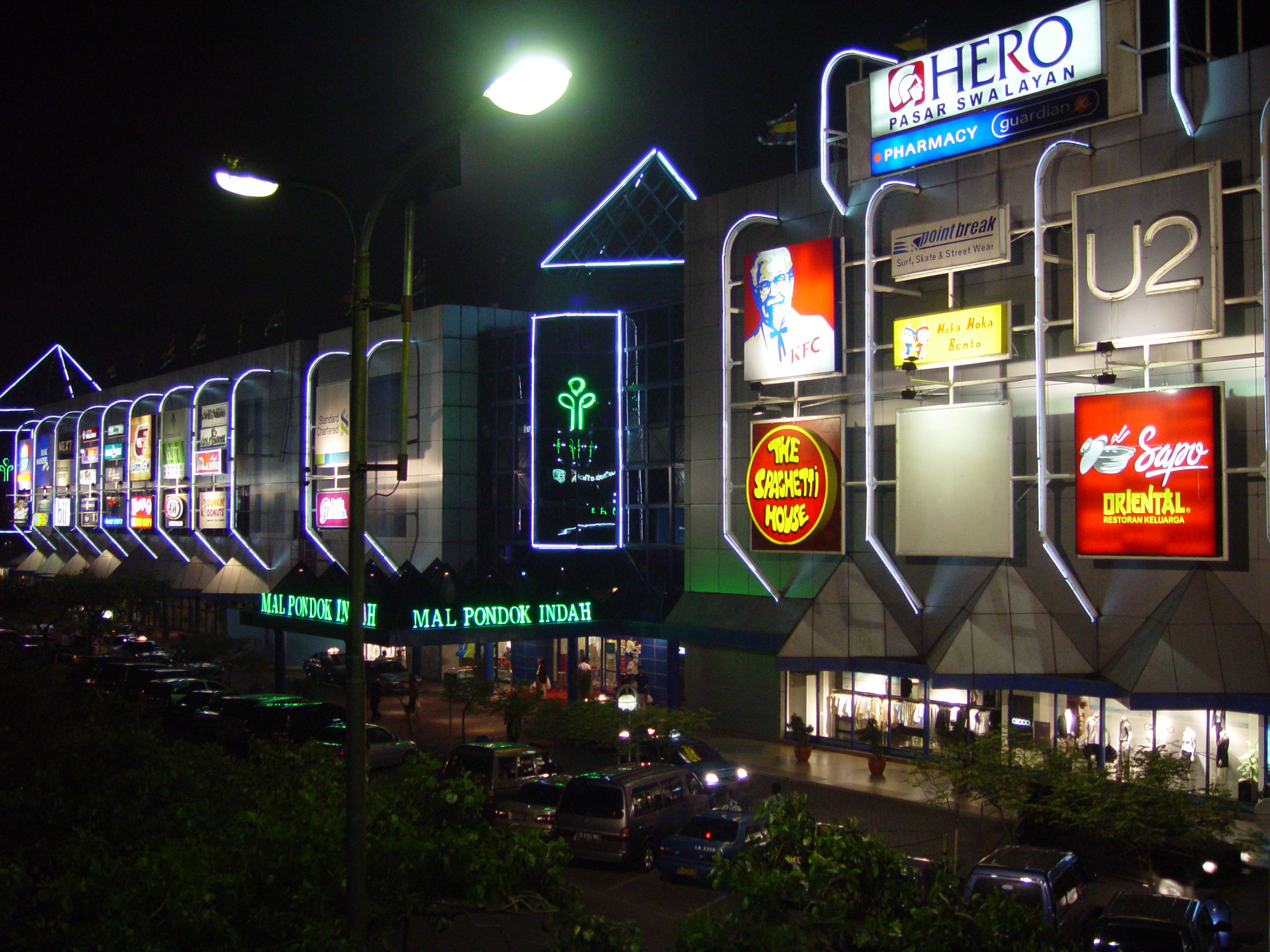
Mall cultural in Jakarta

6. Pondok Pinang - postcode 12310